# هنري ديفيس (سياسي)
هنري ديفيس (بالإنجليزية: Henry Gassaway Davis) (و. 1823 – 1916 م) هو سياسي، وشخصية أعمال أمريكي، كان عضوًا في الحزب الديمقراطي، توفي في واشنطن، عن عمر يناهز 93 عاماً.

## مناصب
تولى منصب عضو مجلس الشيوخ الأمريكي ‏
- عضو مجلس ولاية فيرجينيا الغربية ‏

.

## روابط خارجية
- هنري ديفيس على موقع الموسوعة البريطانية (الإنجليزية)
- هنري ديفيس على موقع إن إن دي بي (الإنجليزية)